# Odise Roshi
Odise Roshi (født 22. maj 1991 i Fier, Albanien) er en albansk fodboldspiller, der spiller for tyske FSV Frankfurt. Roshi spiller ofte på den højre side af kanten, men kan også spille som venstre kantspiller eller offensiv midtbanespiller.

## Tidligere karriere
Roshi blev født i Fier, og startede til fodbold i 1998 i den lokale klub, Apolonia Fier. Han var bl.a. til prøvetræning i den franske Ligue 1-klub Paris Saint-Germains ungdomshold. Han blev i 2008 rykket op på senior førsteholdet i Apolonia Fier som blot 16-årig.

## Klubkarriere

### KF Apolonia Fier
Den 16-årige albaner etablerede sig efter en sæson på senior truppen, som fast mand på holdet. Han fik vist sit talent, og hjalp klubben med en topplacering i ligaen. De gode præstationer resulterede bl.a. i opringninger fra det albanske U17 landshold.

### KS Flamurtari
I 2009 skiftede Roshi til KS Flamurtati. Han spillede 53 kampe for klubben, og scorede 9 mål inden han skiftede til udlandet.

### 1. FC Köln
I slutningen af 2010/11 sæsonen var Roshi jagtet af belgiske Anderlecht samt tyske FC Köln. Men det endte med, at Roshi den 19. maj 2011 skiftede til FC Köln.
Den 5. februar 2012 scorede Roshi sit første mål for Köln, efter at havde spillet blot 99 sekunder eftersom han blev skiftet ind i 72' minut. Han scorede sejrsmålet til 1-0 over FC Kaiserslautern.

### FSV Frankfurt
Efter at have været udlejet fra den 6. august 2012 til den 30. juni 2013, skiftede han permanent til FSV Frankfurt.

### Personlige liv
Roshi fik kælenavnet "Raketa", som på albansk betyder "raket". Dette kælenavn fik han efter at have løbet 30 meter på 3,7 sekunder i en test, da han spillede i FC Köln.